# Södra Råda nya kyrka
Södra Råda nya kyrka är en kyrkobyggnad som sedan 2006 tillhör Amnehärads församling (tidigare Södra Råda församling )  i Skara stift. Kyrkan ligger norr om centralorten i Gullspångs kommun. 

## Kyrkobyggnaden
Kyrkan uppfördes 1857–1859 efter ritningar av arkitekt Ludvig Hawerman. Den byggdes omkring en kilometer nordväst om den numera nedbrunna Södra Råda gamla kyrka. En omfattande renovering genomfördes 1955, då bland annat torntaket belades med kopparplåt och ett sammanträdesrum byggdes i kyrkans bakre del.
Kyrkan är byggd av sten och består av ett rektangulärt långhus med kor i öster och torn i väster. Öster om koret finns en vidbyggd tresidig, lägre sakristia. Långhuset har ett sadeltak som är belagt med skiffer, medan tornet har ett sadeltak som är belagt med kopparplåt. Sakristian har ett tälttak som är belagt med skiffer. Norr om kyrkan finns ett bårhus från 1956.

## Inventarier
- Altartavlan är målad 1875 av konstnär Gustaf Brusewitz.
- Nuvarande orgel är byggd 1950 av Åkerman & Lund Orgelbyggeri.
- En oblatask är skänkt 1721 av baron Natt och Dag på Borgnäs.
- I sammanträdesrummet finns en tavla från 1500-talet utförd av den holländske mästaren Wilhelm Key.

## Bildgalleri

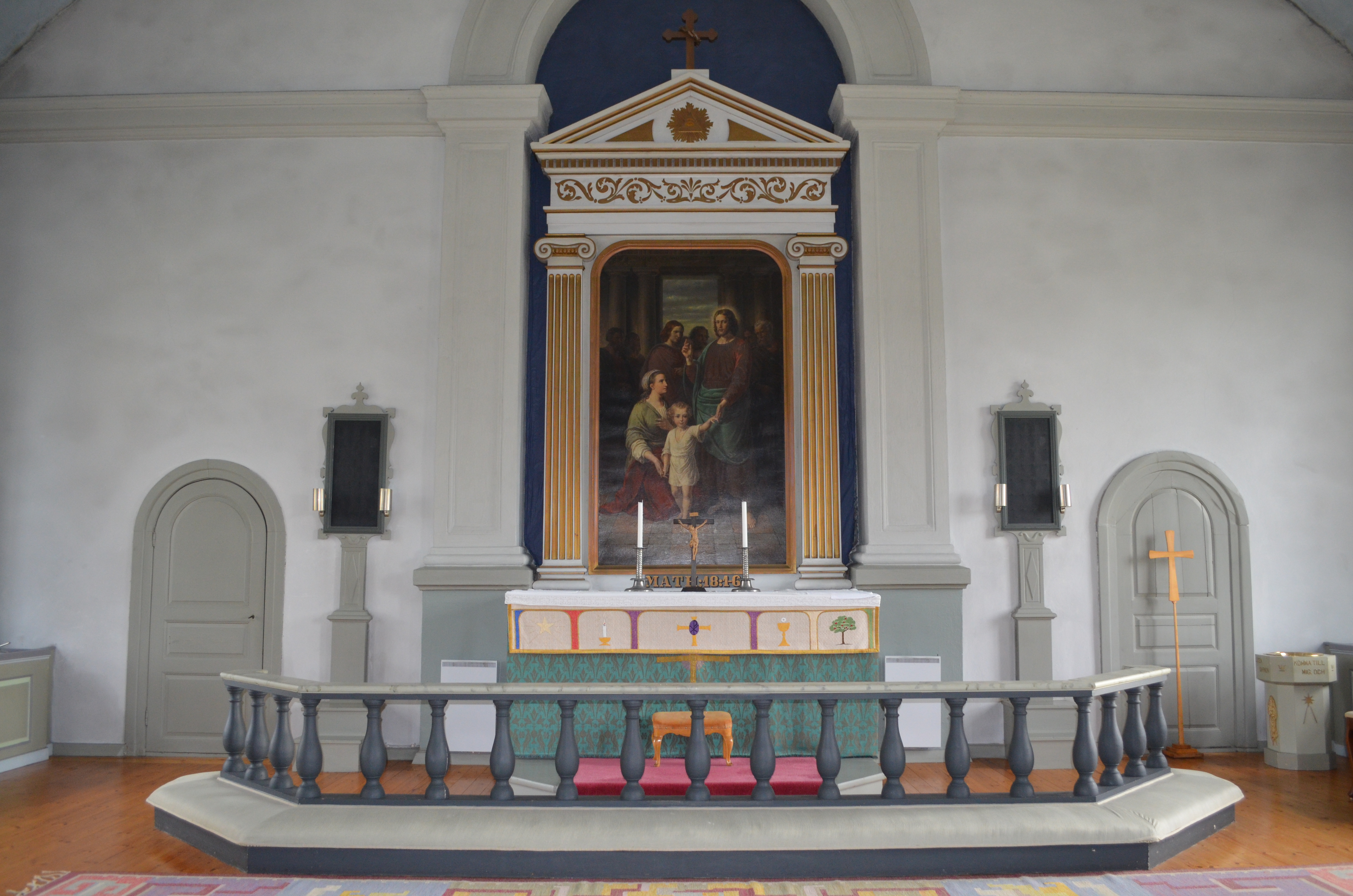
Södra Råda Nya kyrkas altare
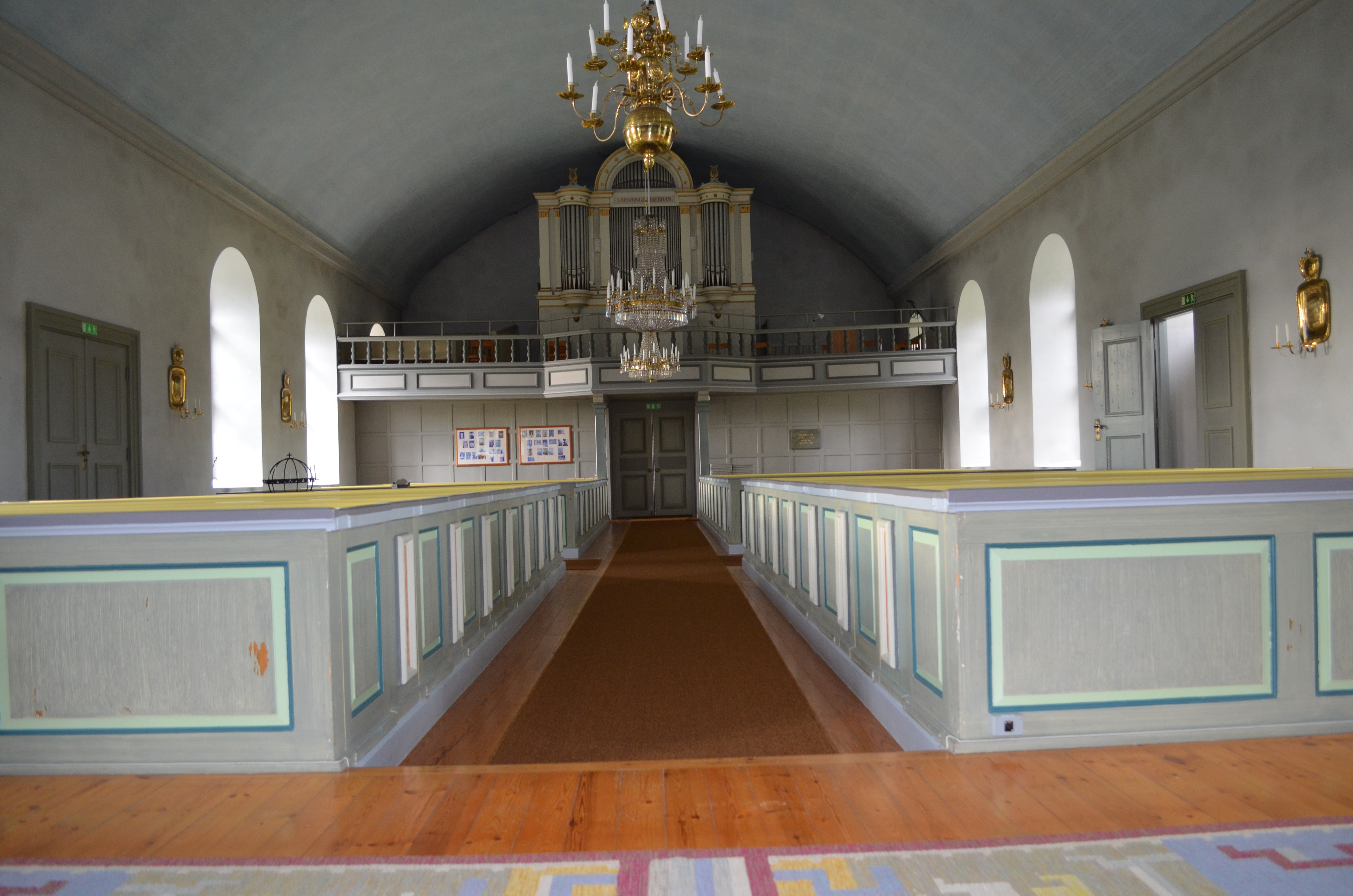
Södra Råda Nya kyrkas kyrksal med kyrkorgel
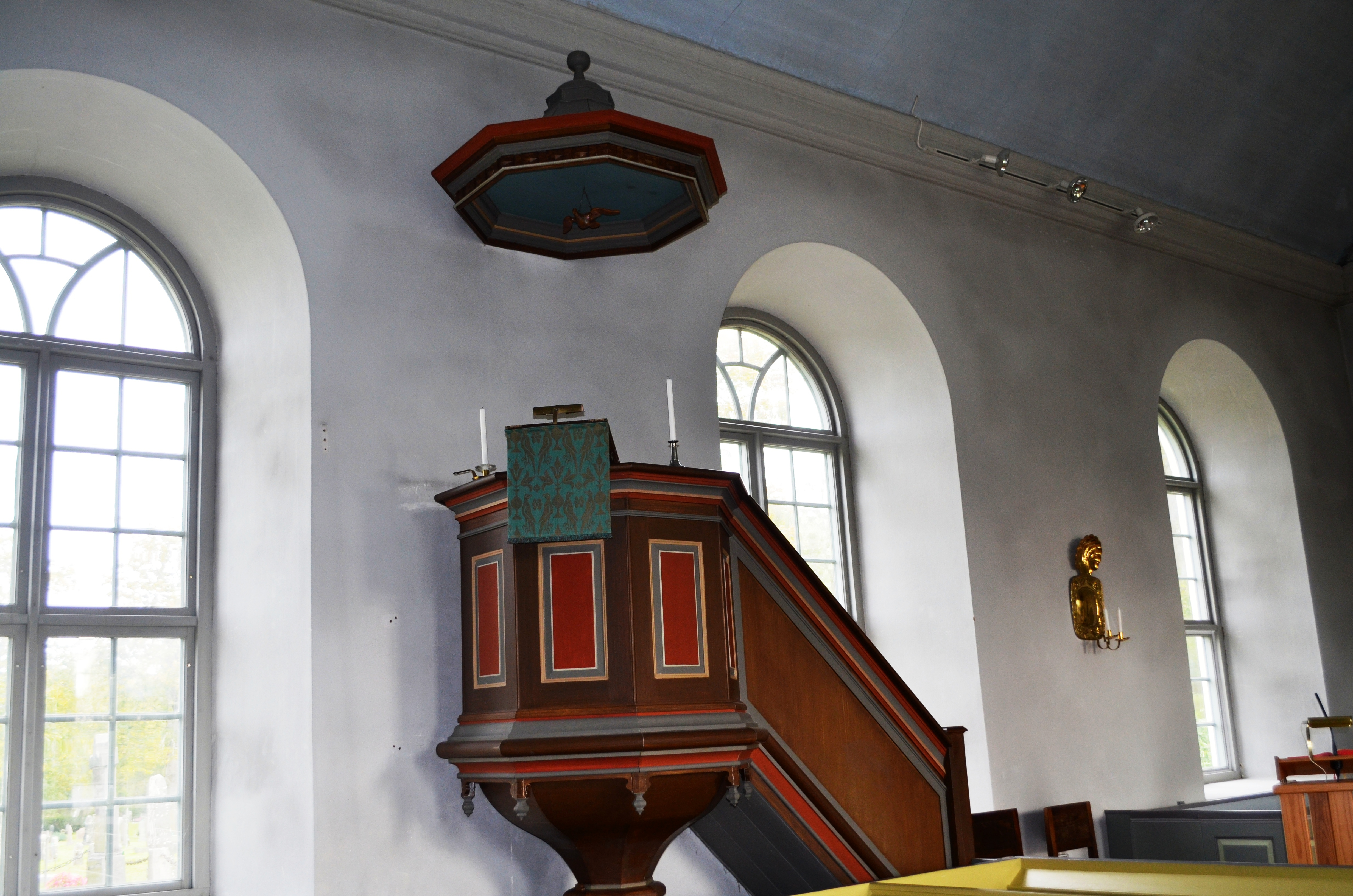
Södra Råda Nya kyrkas predikstol
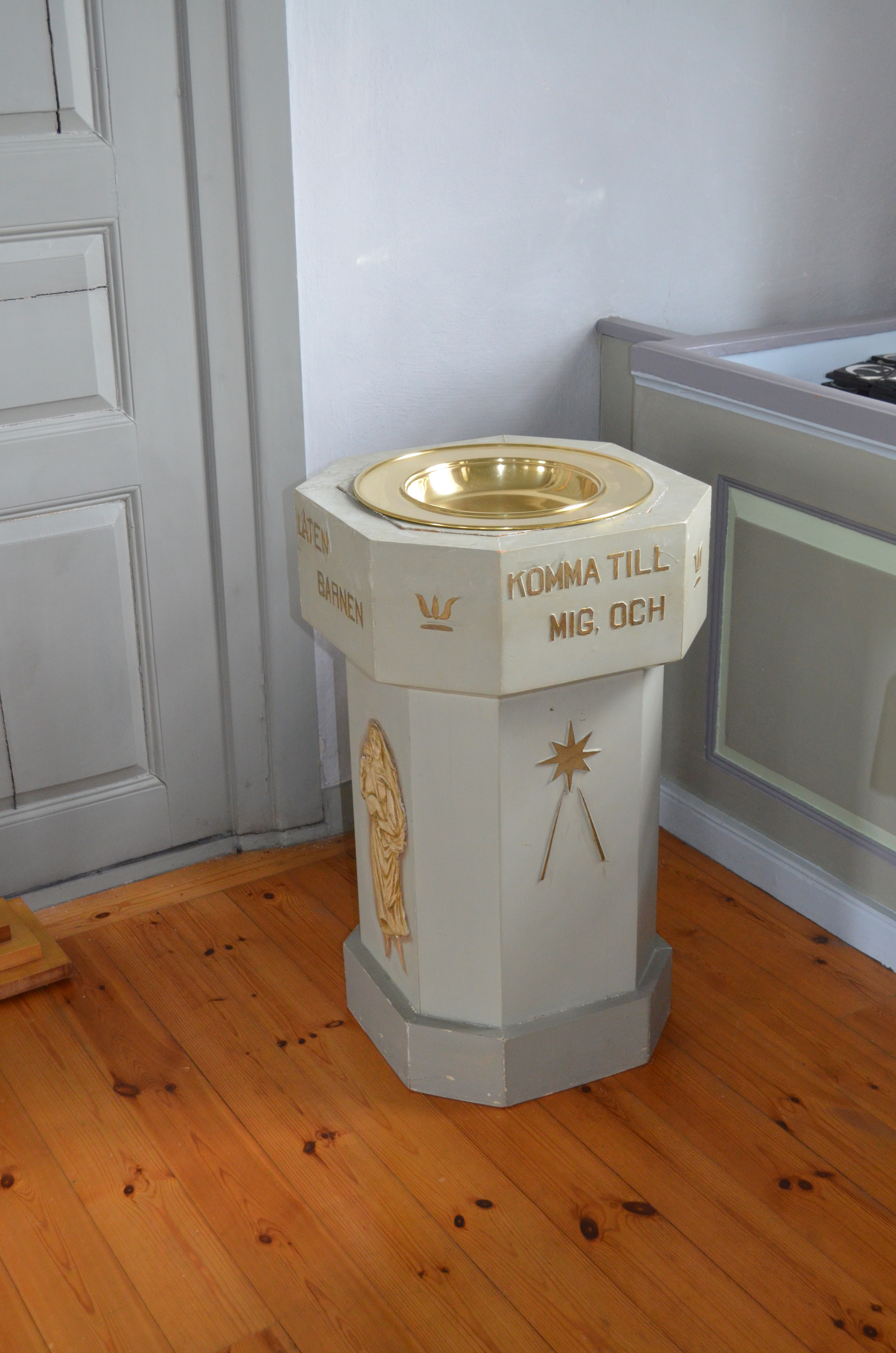
Södra Råda Nya kyrkas dopfunt
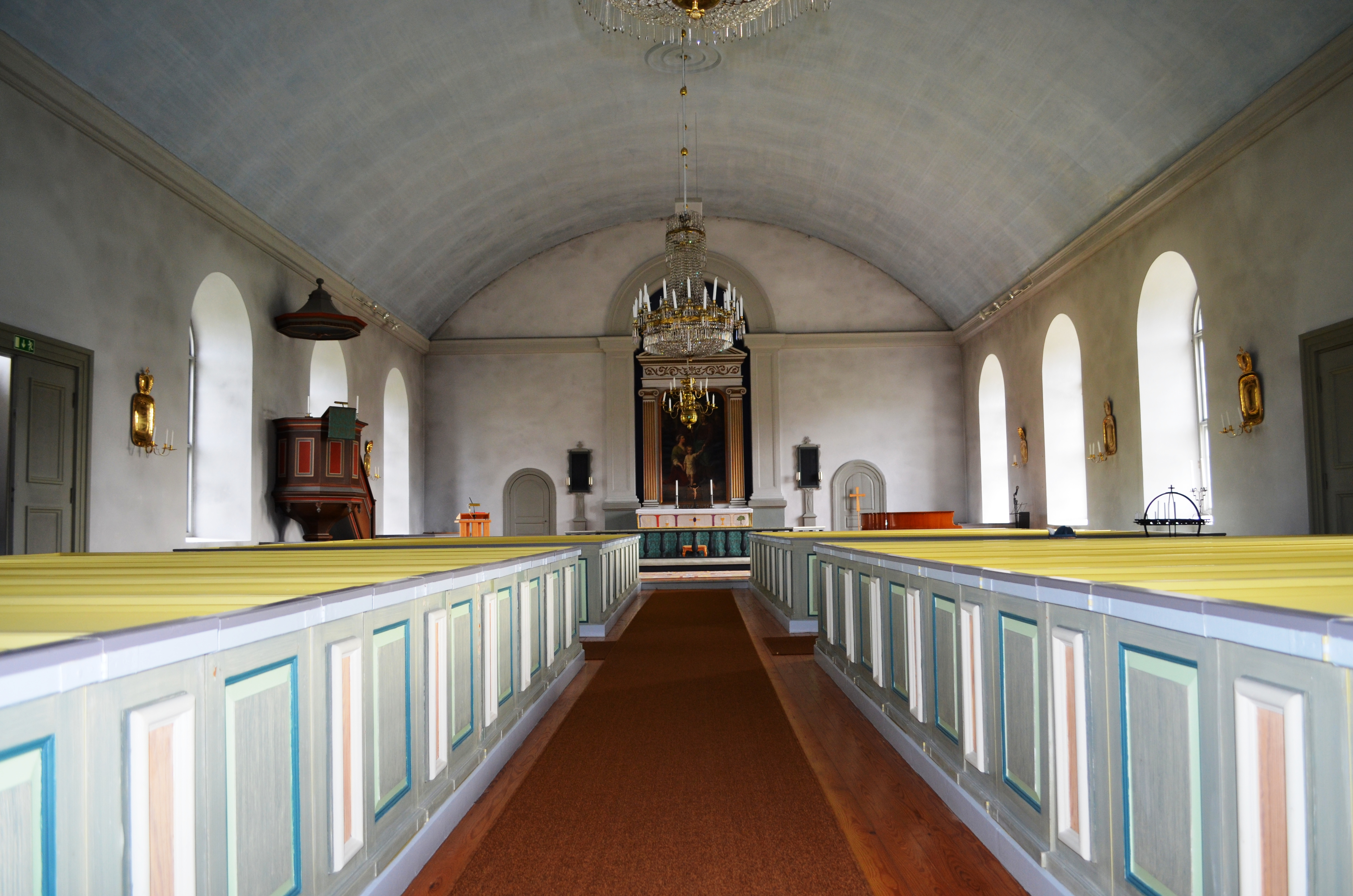
Södra Råda Nya kyrkas kyrksal